# هيلموت جراوبنر

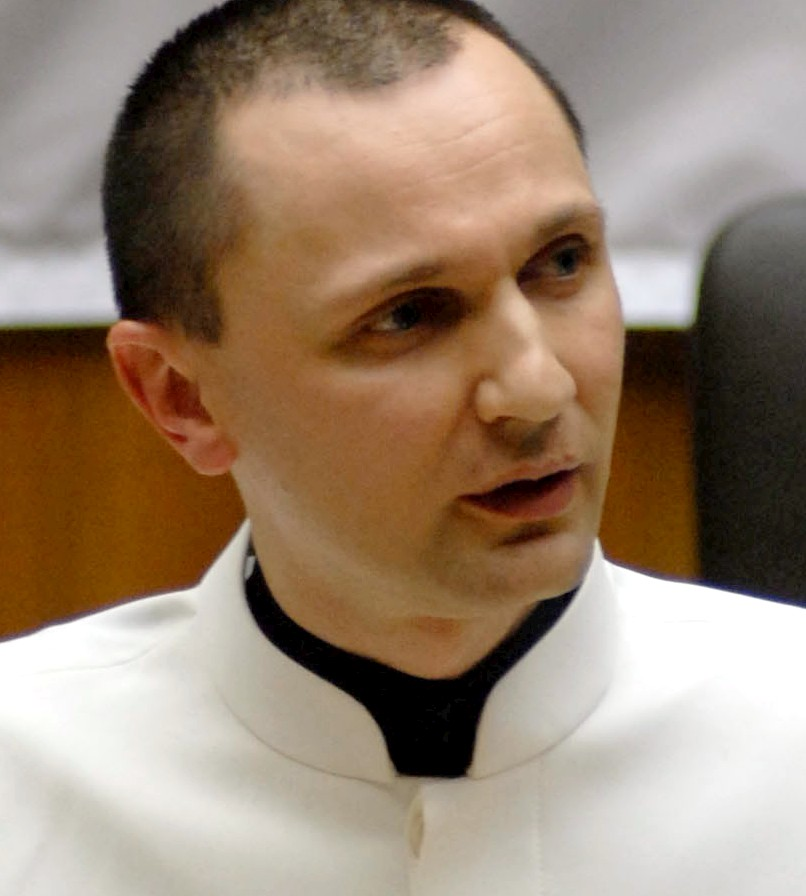
غراوبنر في البرلمان النمساوي ، 2006.

هيلموت غراوبنر محامٍ في فيينا، ويعتبر من أبرز المدافعين عن حقوق المثليين في أوروبا. كان رئيس لجنة لامدا القانونية منذ تأسيسها في عام 1991. 
منذ عام 2005 كان الممثل النمساوي في المفوضية الأوروبية لقانون التوجه الجنسي (ECSOL). 
في عام 2016 ، مُنح غراوبنر وسام الاستحقاق ، وهو أعلى وسام تكريم تمنحه ولاية فيينا. 
في عام 2017 ، تابع غراوبنر قضية تتعلق بحقوق خمس عائلات من نفس الجنس أسفرت عن حكم أعلى محكمة في النمسا يفيد بأن منع الأزواج من نفس الجنس من الزواج كان تمييزيًا. كان أول زواج من نفس الجنس في النمسا لعملاء غراوبنر في ديسمبر 2018 ، مع إتاحة الزواج من نفس الجنس لعامة الناس في بداية عام 2019.

## روابط خارجية
- http://www.graupner.at
- محفوظات جوس أماندي